# پنیر تکه مصالح
پنیر تیکا ماسالا  یک غذای هندی از پنیر چاشنی‌زده است که در سس ادویه‌دار سرو می‌شود. این خوراک یک جایگزین گیاهی برای چیکن تیکا ماسالا است.

## نگاره‌ها

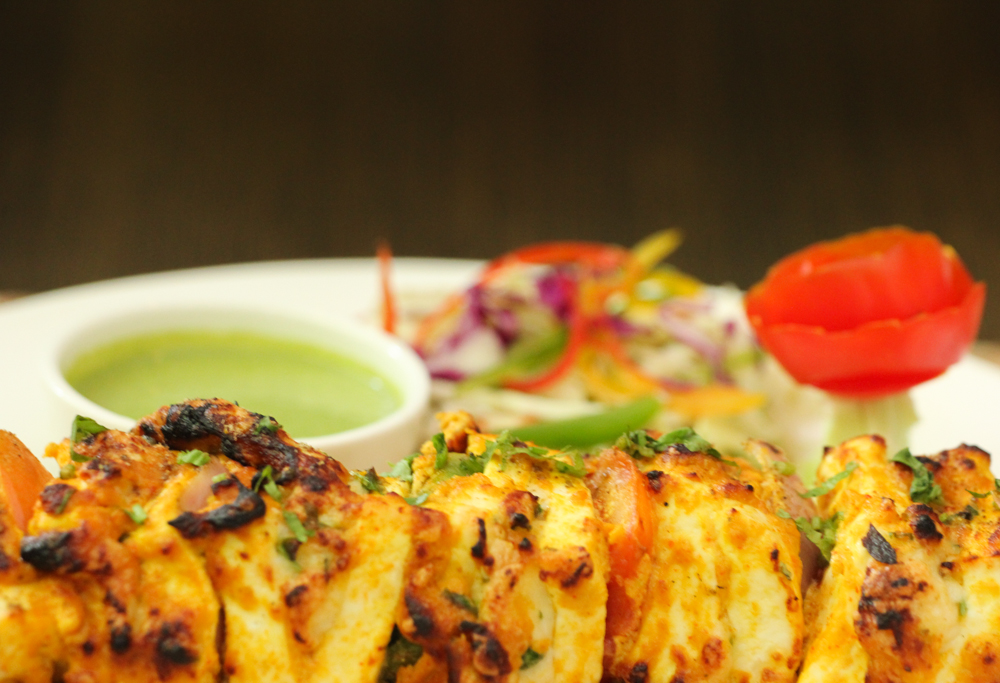
پنیر تیکا ماسالا
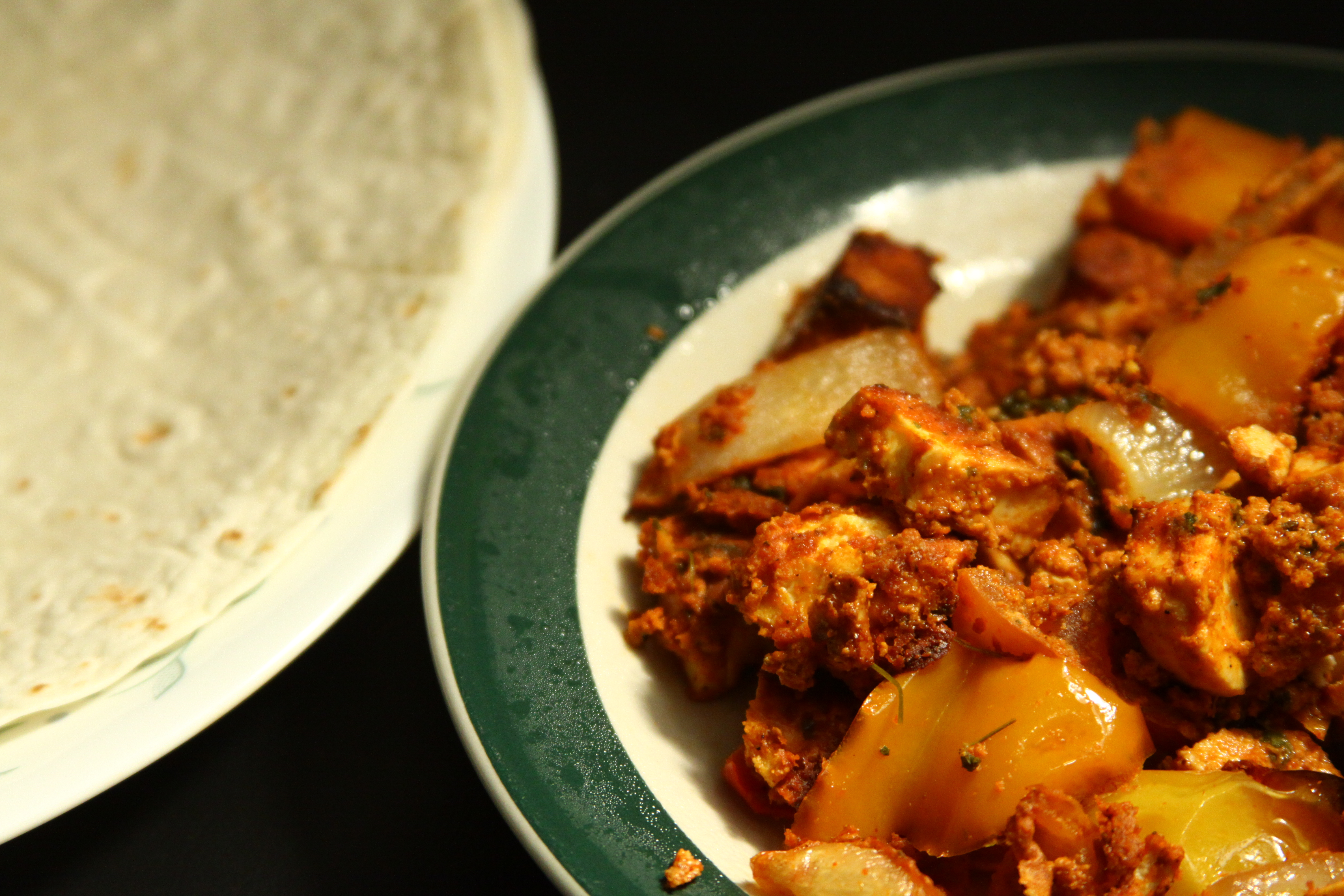
سرو آن با روتی
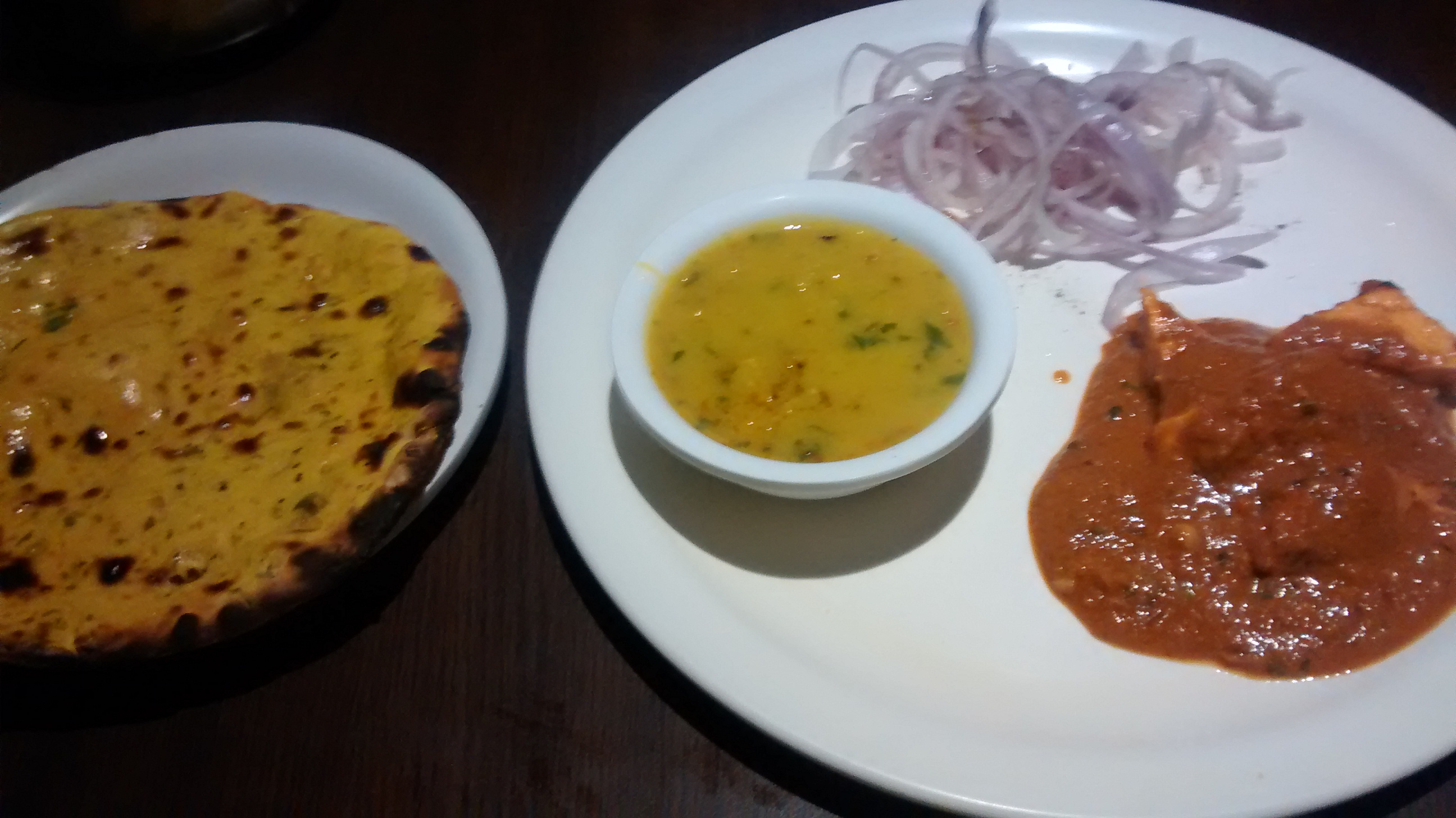
سرو با دال فری و ماککه کی روتی
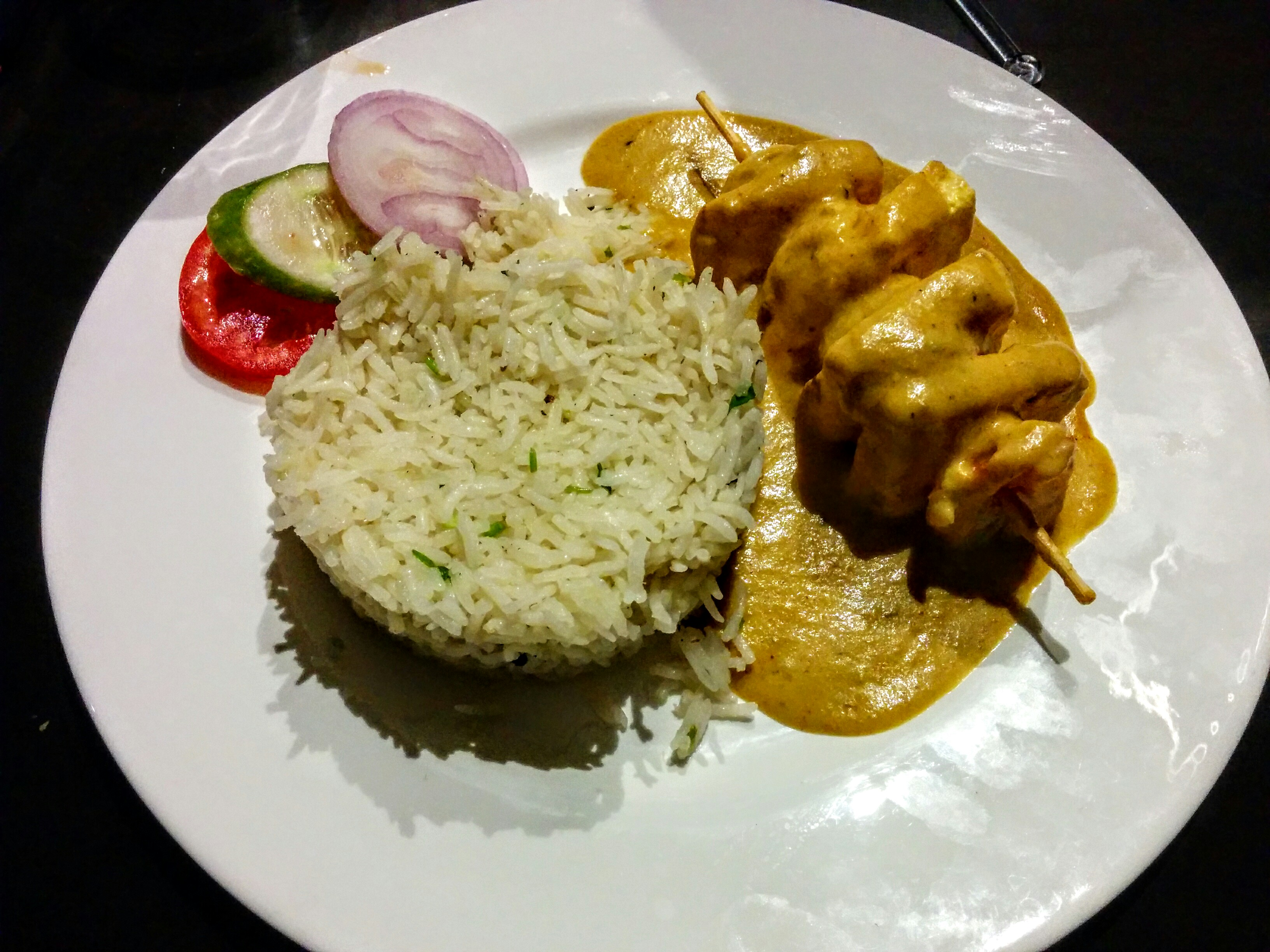
پنیر تیکا ماسالا کره‌دار
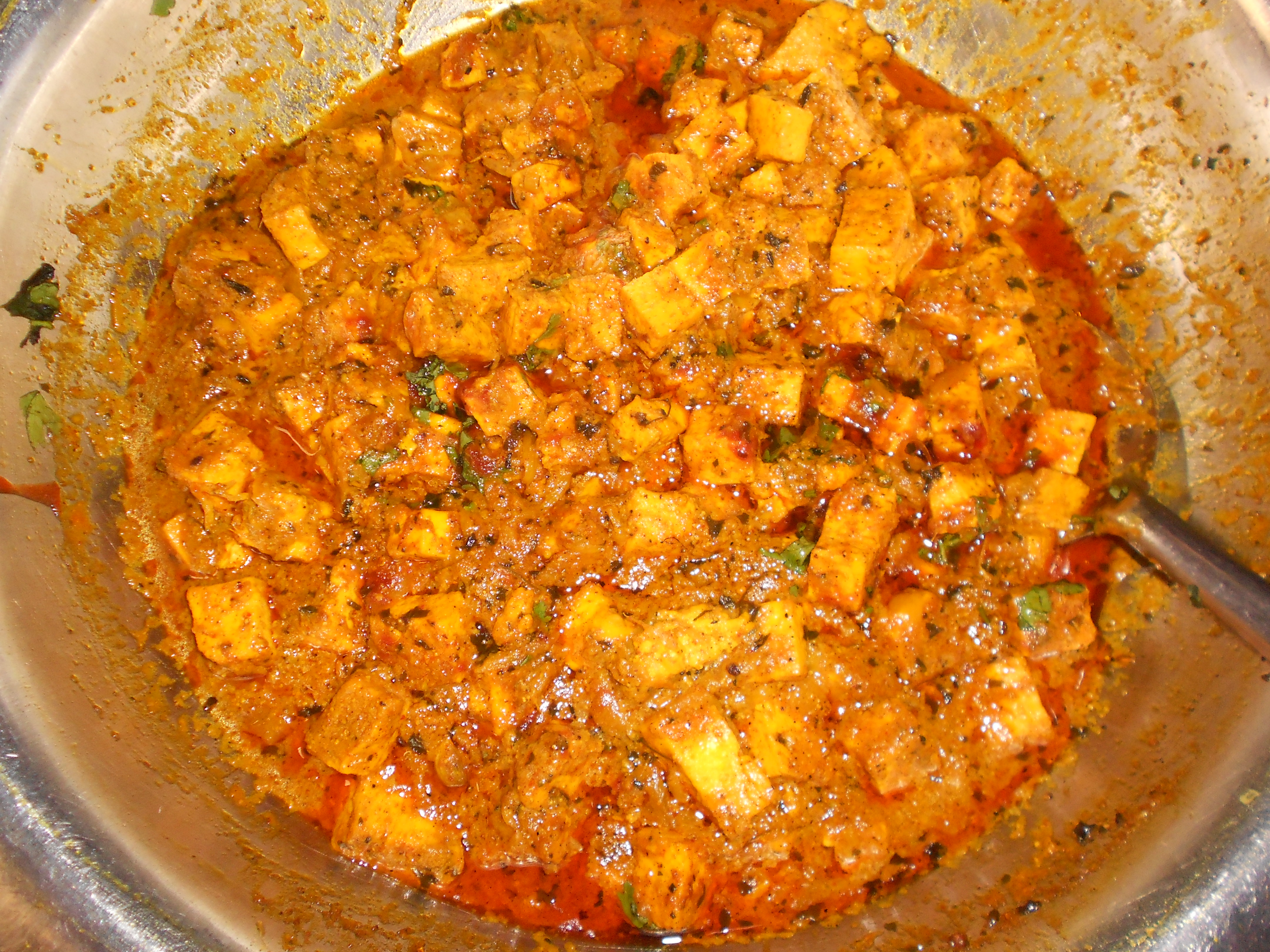
به هنگام پخت